# Felix Sandman
Karl Felix Wilhelm Sandman (født 25. oktober 1998) er en svensk sanger.  Han var et tidligere medlem af bandet FO&O.